# Traverella lewisi
Traverella lewisi is een haft uit de familie Leptophlebiidae. De wetenschappelijke naam van de soort is voor het eerst geldig gepubliceerd in 1973 door Allen.
De soort komt voor in het Nearctisch gebied.